# واکسول ولوکس
واکسول ولوکس (Vauxhall Velox) خودرویی است که در سال‌های ۱۹۴۸ تا ۱۹۶۵تولید شده‌است. طراحی آن خودروهای موتور جلو-محور عقب بوده است.

## نگارخانه

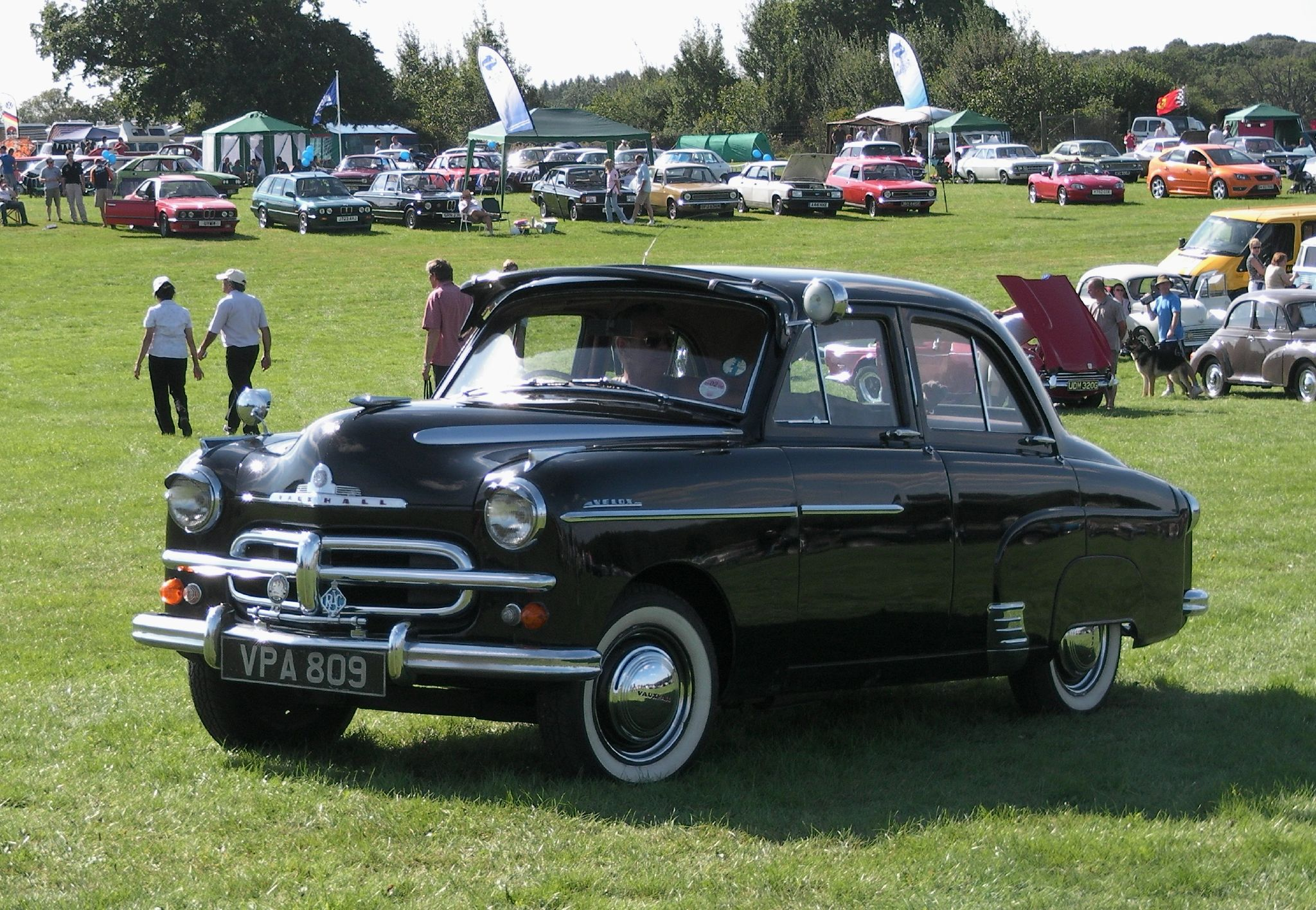
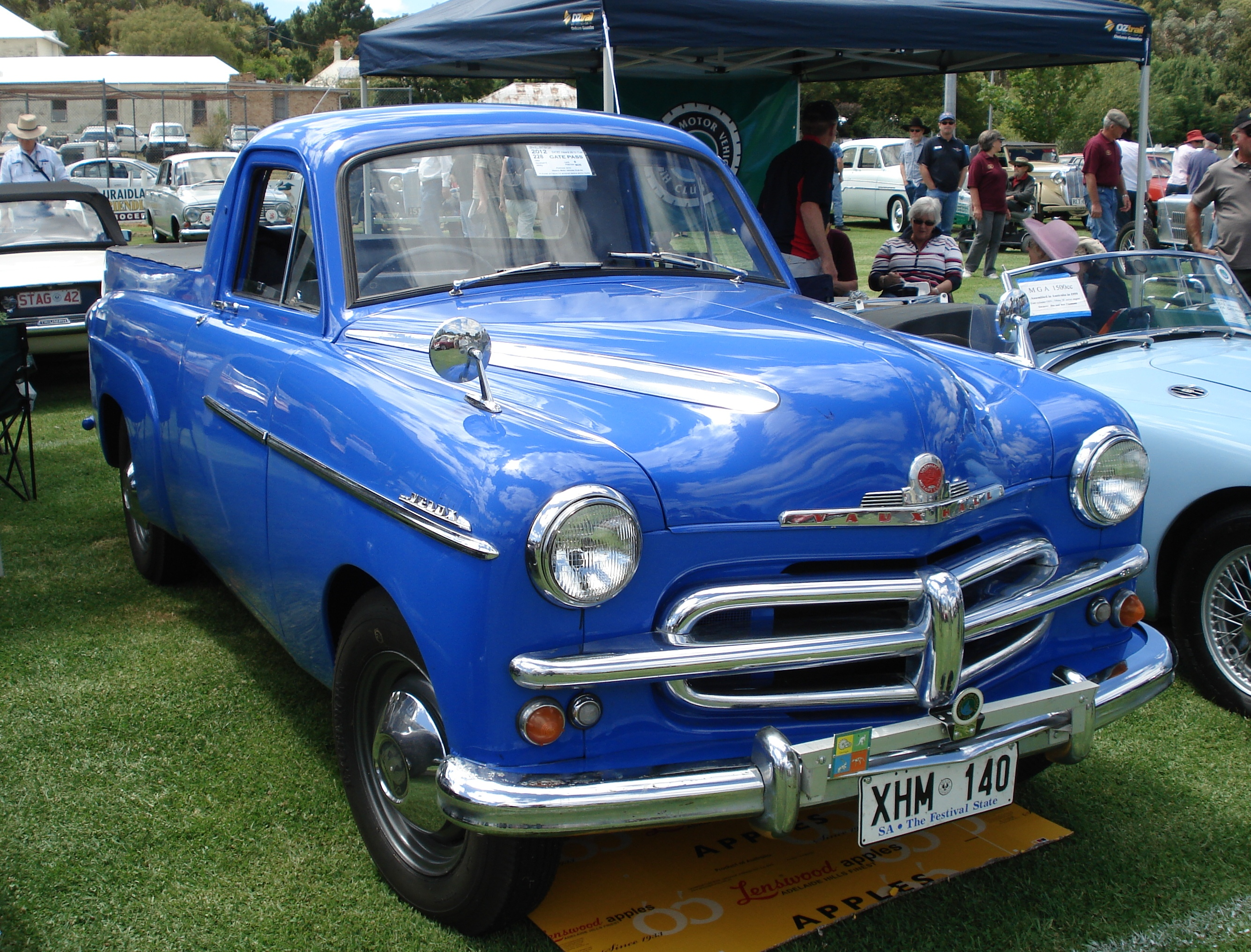
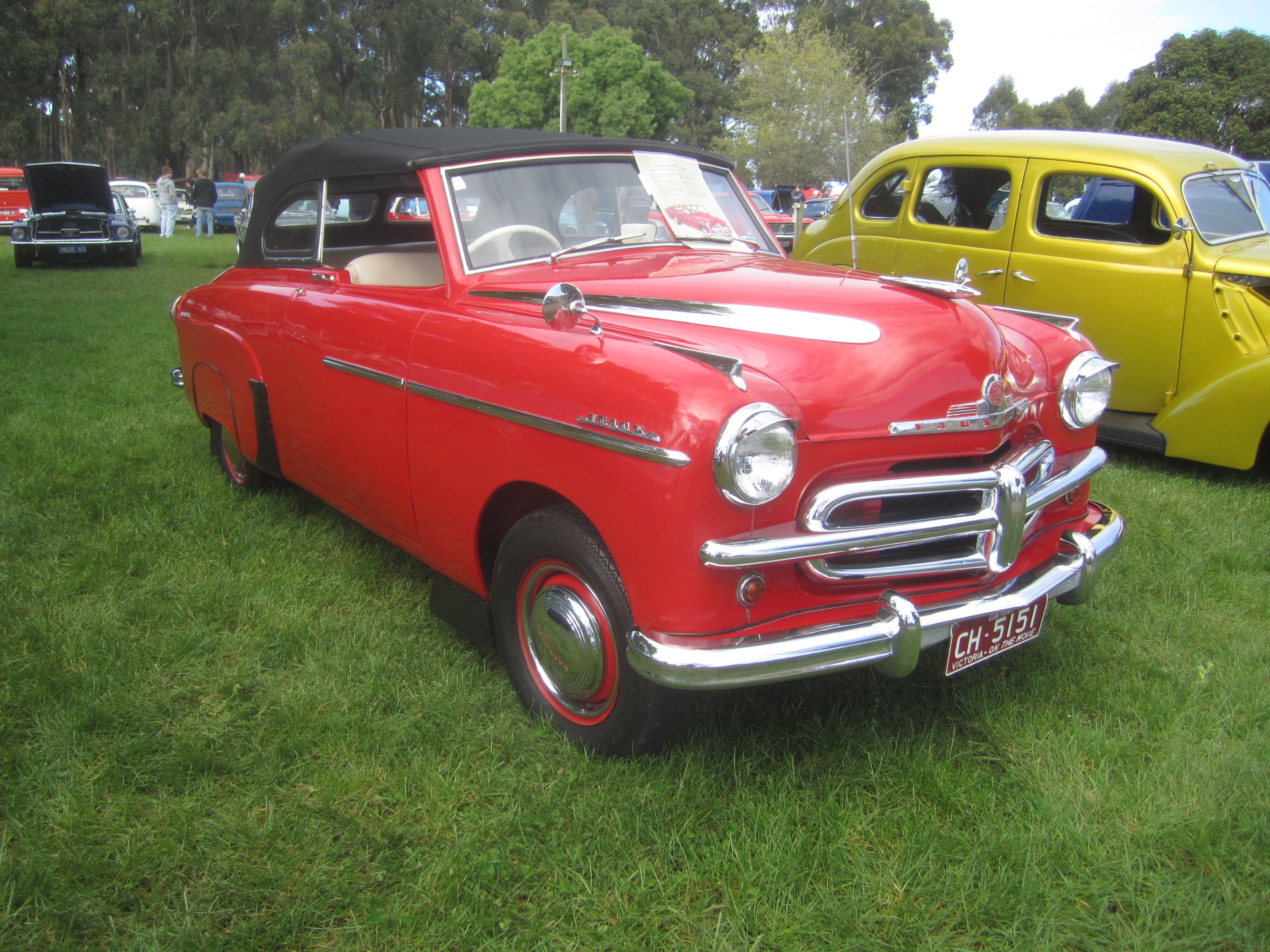